# Porsche Cayenne
Porsche Cayenne – samochód osobowy typu SUV klasy wyższej produkowany pod niemiecką marką Porsche od 2002 roku. Od 2017 roku produkowana jest trzecia generacja modelu.

## Pierwsza generacja

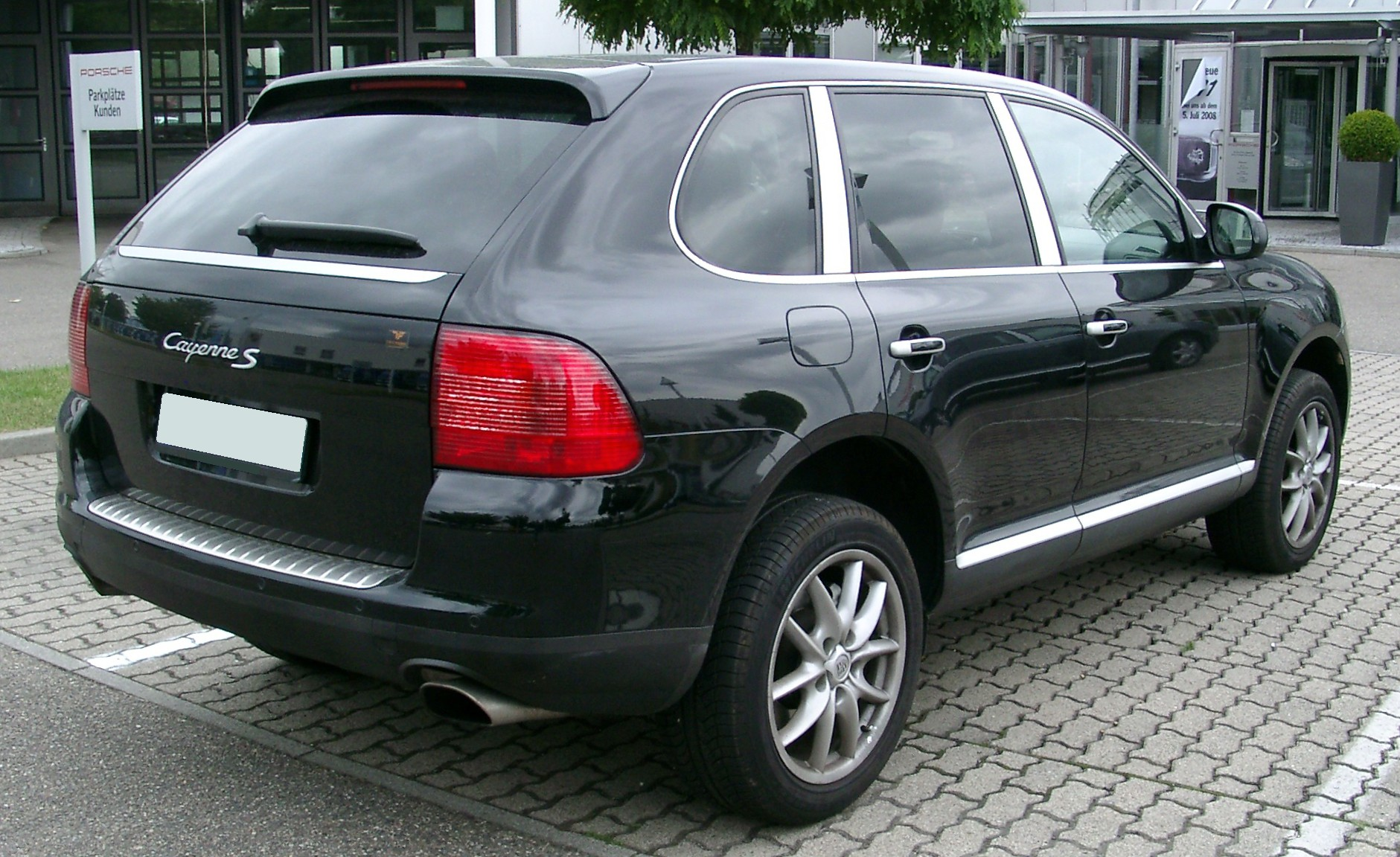
Porsche Cayenne I – tył

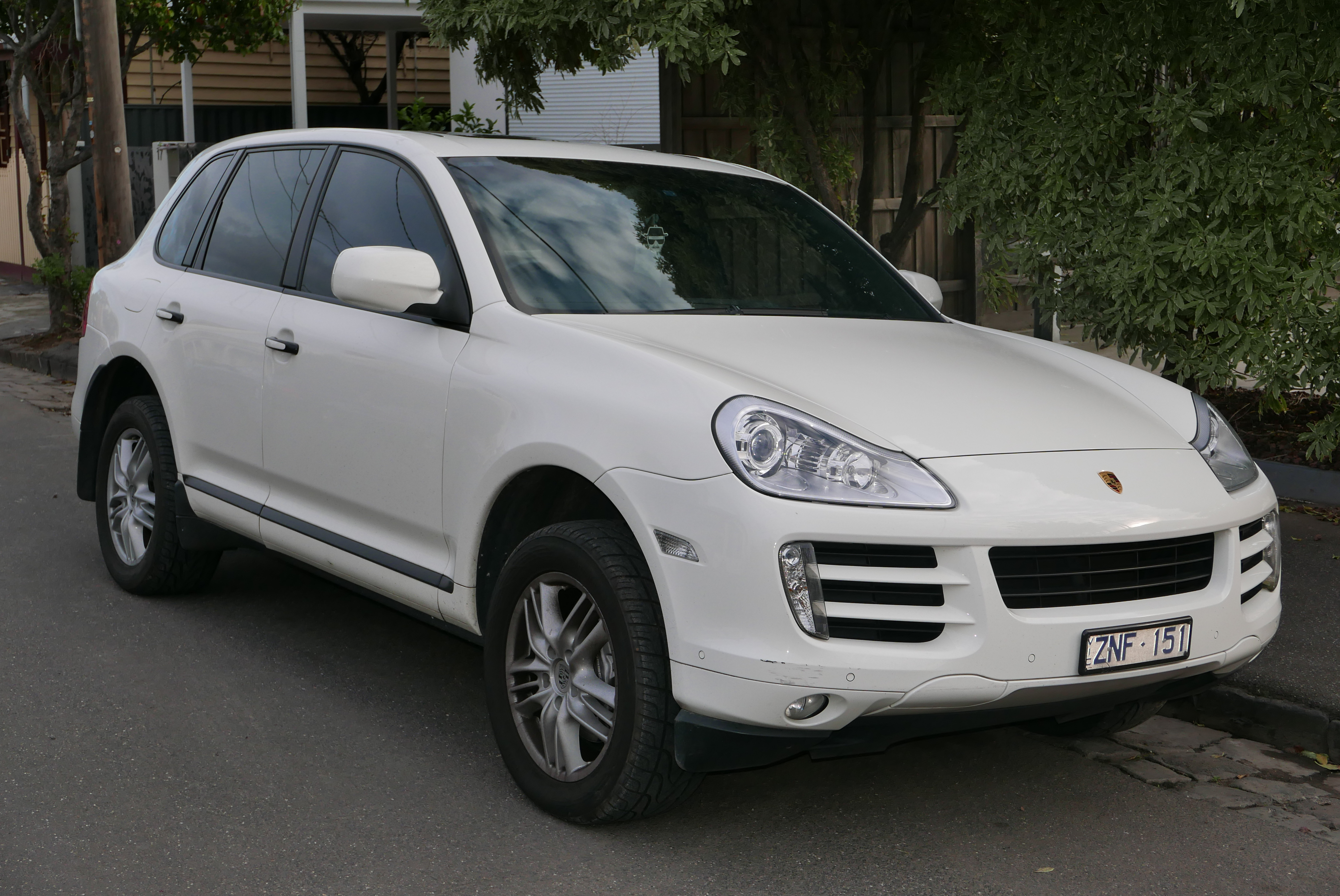
Porsche Cayenne I po liftingu

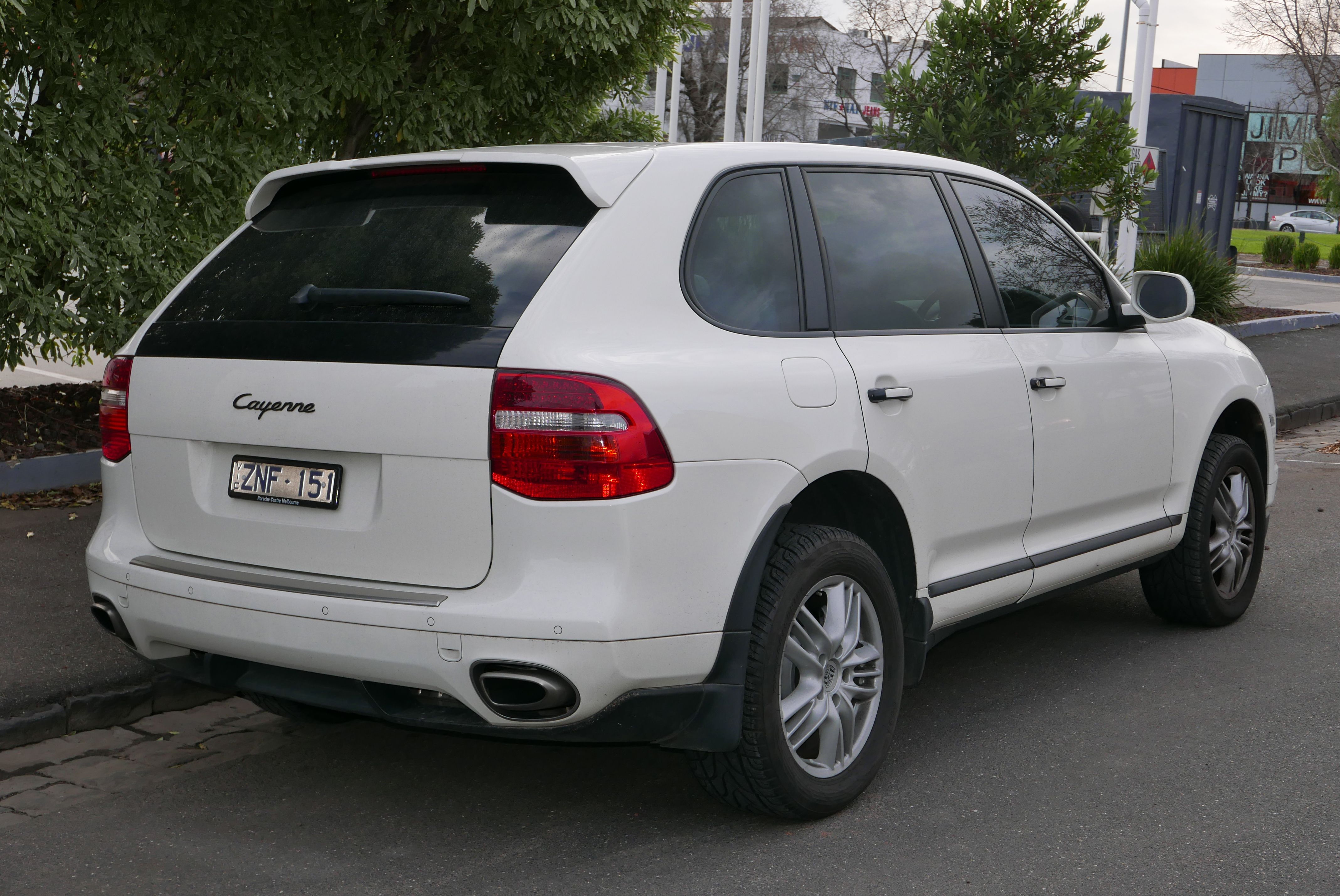
Porsche Cayenne I – tył po liftingu

Porsche Cayenne I zostało zaprezentowane po raz pierwszy w 2002 roku.
Cayenne powstało w wyniku kooperacji z Grupą Volkswagena, w której Porsche posiadało wówczas większościowe udziały, w ramach wspólnego dodania do swoich ofert luksusowych aut sportowo-użytkowych klasy wyższej. Volkswagen użyczył platformy E, na której powstał Volkswagen Touareg, zaś przedłużona wersja tejże płyty posłużyła firmie Audi będącej także w kooperacji z Grupą Volkswagena do stworzenia Audi Q7. Koncepcja auta, jak i nadwozie budzą wśród miłośników spore kontrowersje.
Samochód I generacji zaprezentowano w 2002 roku. Początkowo auto było oferowane jedynie w dwóch wersjach: Cayenne S z silnikiem V8 po pojemności 4,5 l i mocy 340 KM oraz wersja z turbodoładowaniem Cayenne Turbo o mocy 450 KM. Pod koniec 2003 roku do gamy dołączyła podstawowa jednostka napędowa pochodząca od Volkswagena, mianowicie 3.2 VR6 o mocy 250 KM. W 2006 roku została zaprezentowana topowa wersja Cayenne – Turbo S o mocy 521 KM. Cayenne zostało poddane face liftingowi w 2007 roku. Zmianom uległo nadwozie oraz gama silników. Wszystkie jednostki otrzymały bezpośredni wtrysk paliwa, więcej mocy oraz zużywają mniej paliwa. Podstawowa jednostka miała od tego momentu pojemność 3,6 l i moc 290 KM, natomiast w wersjach S i Turbo pojemność została zwiększona do 4,8 l, moc wynosiła odpowiednio 385 i 500 KM. Na początku 2008 roku została wprowadzona odmiana Cayenne GTS, która miała wypełnić lukę pomiędzy wersją S a Turbo. Jej silnik o pojemności 4,8 l dysponuje mocą 405 KM oraz momentem obrotowym 500 Nm (takim samym jak Cayenne S). GTS wyposażona jest między innymi w pakiet stylistyczny Turbo. Nowa jednostka Cayenne Turbo S została wprowadzona do oferty w sierpniu 2008 roku, silnik ma pojemność 4,8 l i moc 550 KM oraz 750 Nm momentu obrotowego. Od lutego 2009 roku Cayenne oferowane było z silnikiem Diesla.
Od początku Cayenne standardowo wyposażono w szereg układów kontroli i stabilizacji jazdy oraz pneumatyczne, regulowane, 5-stopniowe zawieszenie (prześwit od 157mm do 273mm) wraz z układem PASM – systemem elektronicznej kontroli sił tłumienia amortyzatorów.

### Napęd
Cayenne z turbodoładowanymi silnikami osiąga znakomite wyniki w tej klasie samochodów. Rozpędza się od 0–100 km/h w czasie podobnym, jak Porsche Boxster (ok. 5,1 s). Ponadto prowadzi się bardzo dobrze, jak na ciężkiego SUV-a.
Cayenne standardowo oferowany jest z aluminiowymi felgami w rozmiarach od 17 do 21 cali. Standardowe, całoroczne opony montowane są z kołami 17 i 18-calowymi, zaś do większych kół montowane są tylko sportowe opony niskoprofilowe. Samochód wyposażony jest standardowo w stały napęd na cztery koła oraz ręcznie blokowany centralny dyferencjał wzdłużny i poprzeczny. Opcjonalnie można zamontować mechaniczną blokadę tylnego dyferencjału. Maksymalny prześwit Cayenne to 272 mm.

### Cayenne Turbo S
Na wystawie samochodowej w Los Angeles w 2006 roku Porsche pokazał najmocniejszą wersję Cayenne – Cayenne Turbo S z silnikiem o mocy 520 KM, by móc rywalizować z Mercedesem ML 63 AMG. Cayenne Turbo S jest drugim pod względem mocy samochodem Porsche wyprodukowanym na drogi publiczne, zaraz po Porsche Carrera GT i rozpędza się do 100 km/h szybciej niż Porsche Cayman S. Turbo S wyposażono w 20-calowe felgi, ogromne tarcze hamulcowe oraz skalibrowane zawieszenie, które automatycznie obniża się o 27 mm przy prędkości 125 km/h i o kolejnych 11 mm przy prędkości 210 km/h. Aktualna wersja Turbo S ma moc 550 KM i 750 Nm. Do 100 km/h, przyspiesza w 4,8 s i może rozpędzić się do prędkości 280 km/h.

### Silnik Diesla
W lutym 2009 roku do ofery został wprowadzony silnik wysokoprężny. Jednostka ta pochodzi z gamy Grupy Volkswagena. Jest to 3-litrowy silnik o mocy 240 KM i maksymalnym momencie obrotowym 550 Nm. Cayenne Diesel jest oferowane wyłącznie z sekwencyjną automatyczną skrzynią biegów – Tiptronic S. Jest to pierwsze w historii auto marki Porsche, w którym montowany jest silnik Diesla. Od tyłu można go odróżnić po czarnym emblemacie modelu. Auto rozwija prędkość do 230 km/h.

### Napęd hybrydowy
Na targach samochodowych IAA 2005 Porsche zapowiedziało produkcję Cayenne z napędem hybrydowym jeszcze przed 2010 roku. Michael Winkler, szef australijskiej filii Porsche zapowiedział, iż Cayenne Hybrid będzie dostępny w Australii w 2009 roku a hybrydowy system będzie działał ze wszystkimi wersjami silnikowymi Cayenne.

### Rekordy
Cayenne może jechać z przyczepą 214 km/h, jest rekordzistą w prędkości maksymalnej SUV.

### Szczegółowe dane techniczne

#### Silniki
W nawiasach okrągłych dane dla skrzyni automatycznej Tiptronic S.
| Silnik                        | Pojemność skokowa [cm³] | Moc maksymalna [KM] przy obr./min | Maks. moment obrotowy [Nm] przy obr./min | Przyspieszenie 0–100 km/h [s] | Prędkość maks. [km/h] | Średnie zużycie paliwa [l/100km]  |
| ----------------------------- | ----------------------- | --------------------------------- | ---------------------------------------- | ----------------------------- | --------------------- | --------------------------------- |
| Cayenne                       | 3189                    | 250/6000                          | 310/2500                                 | 9,1                           | 214                   | 13,2                              |
| Cayenne S (Tiptronic S)       | 4511                    | 340/6000                          | 420/2500                                 | 7.2                           | 242                   | 13.5                              |
| Cayenne Turbo (Tiptronic S)   | 4511                    | 450/6000                          | 620/2250                                 | 5,6                           | 266                   | 15,6 Cayenne Turbo od 2006 500KM. |
| Cayenne Turbo S (Tiptronic S) | 4511                    | 521/5500                          | 720/2750                                 | 5,2                           | 270                   | 15,6                              |

- Porsche Cayenne 2007–2010

| Silnik                        | Pojemność skokowa [cm³] | Moc maksymalna [KM] przy obr./min | Maks. moment obrotowy [Nm] przy obr./min | Przyspieszenie 0–100 km/h [s] | Prędkość maks. [km/h] | Średnie zużycie paliwa [l/100km] |
| ----------------------------- | ----------------------- | --------------------------------- | ---------------------------------------- | ----------------------------- | --------------------- | -------------------------------- |
| Cayenne Diesel (Tiptronic S)  | 2967                    | 240/4000-4400                     | 550/2000-2250                            | 8,3                           | 214                   | 9,3                              |
| Cayenne                       | 3598                    | 290/6200                          | 385/3000                                 | 8,1 (8,5)                     | 227                   | 12,9                             |
| Cayenne S                     | 4806                    | 385/6200                          | 500/3500                                 | 6,6 (6,8)                     | 252 (250)             | 14,9 (13,7)                      |
| Cayenne GTS                   | 4806                    | 405/6500                          | 500/3500                                 | 6,1 (6,5)                     | 253 (251)             | 15,1 (13,9)                      |
| Cayenne Turbo (Tiptronic S)   | 4806                    | 500/6000                          | 700/2250 – 4500                          | 5,1                           | 275                   | 14,9                             |
| Cayenne Turbo S (Tiptronic S) | 4806                    | 550/6000                          | 750/2250 – 4500                          | 4,8                           | 280                   | 14,9                             |

#### Podwozie
- - Zawieszenie przednie: podwójny wahacz poprzeczny, zawieszenie pneumatyczne, stabilizator
  - Zawieszenie tylne: podwójny wahacz poprzeczny, zawieszenie pneumatyczne, stabilizator
  - Hamulce przód/tył: tarczowe-wentylowane/tarczowe-wentylowane
  - ABS
  - System zarządzania trakcją (PTM)
  - System zarządzania stabilizacją (PSM)
  - Regulacja poślizgu napędu (ASR)
  - Automatyczny hamulcowy mechanizm różnicowy (ABD)
  - Regulacja momentu poślizgu (MSR)
  - Hill Holder
  - Tryb jazdy: High Range, Low Range
  - Tryby PASM: Comfort, Normal, Sport

## Druga generacja

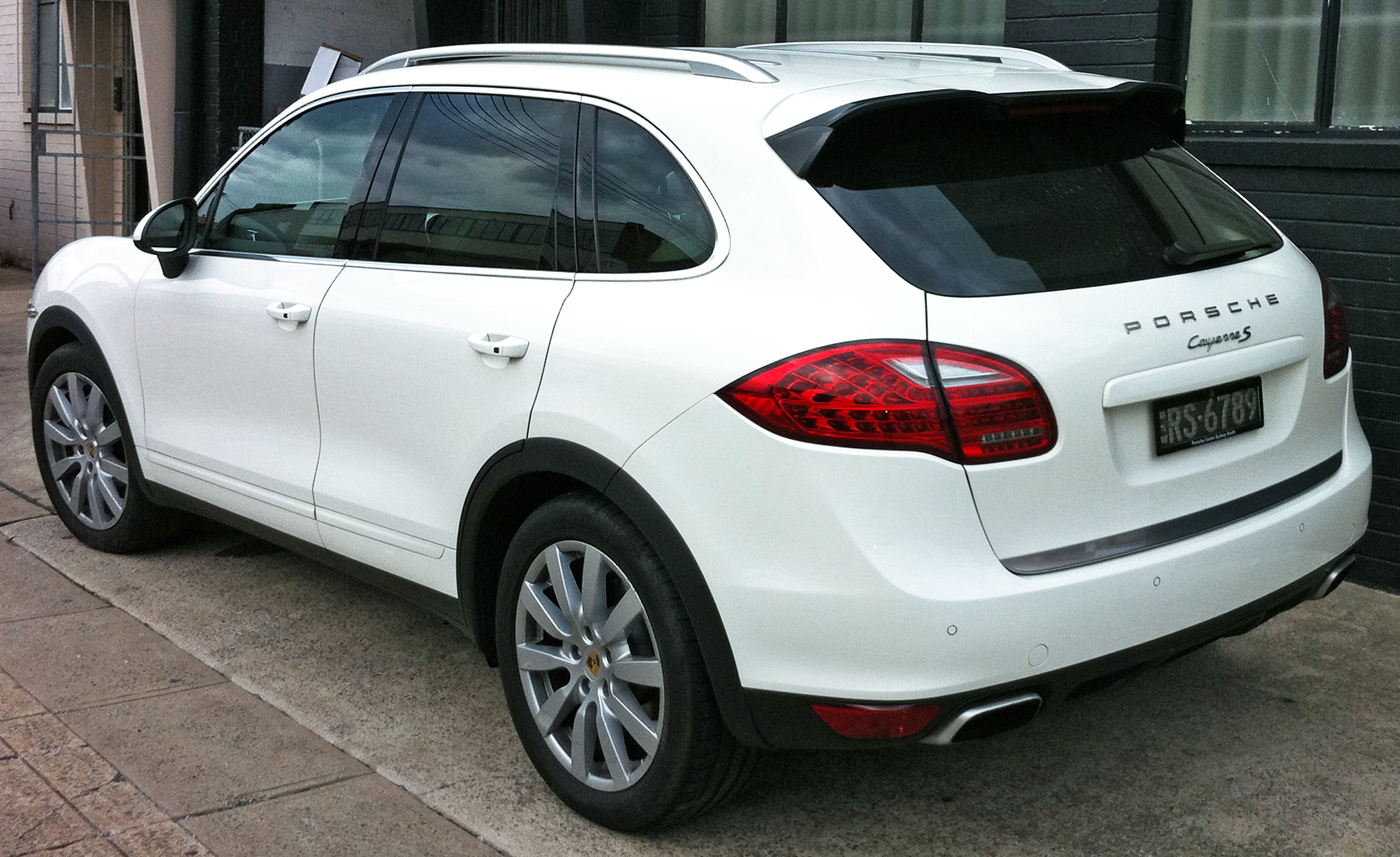
Porsche Cayenne II – tył

Porsche Cayenne II po liftingu

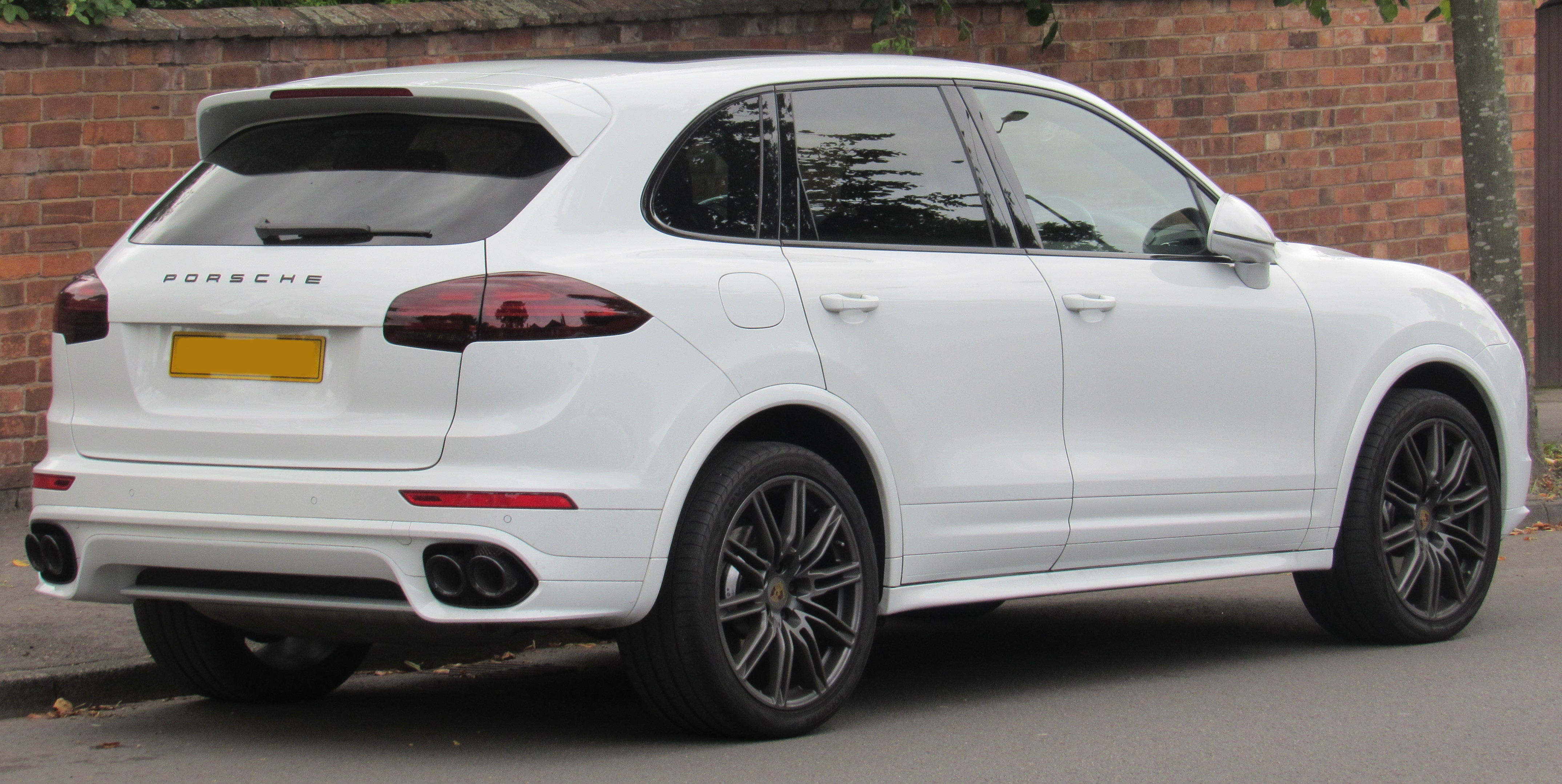
Porsche Cayenne II – tył po liftingu

Porsche Cayenne II zostało zaprezentowane w 2010 roku podczas targów motoryzacyjnych w Genewie.
Samochód podobnie jak pierwsza generacja powstał na tej samej płycie podłogowej co II generacja Volkswagena Touarega. Cayenne oferowany jest w sześciu wersjach silnikowych. Dostępne są trzy jednostki benzynowe, dwa silniki Diesla oraz wersja hybrydowa z silnikiem benzynowym o mocy 333 KM wspieranym przez 47-konny silnik elektryczny. Napęd przenoszony jest na cztery koła za pośrednictwem 6-biegowej manualnej (tylko silnik 3.6) lub 8-biegowej skrzyni automatycznej Tiptronic S.
W lipcu 2014 roku model Cayenne został poddany delikatnemu liftingowi. Zmiany objęły głównie kształt zderzaków (większe wloty powietrza) oraz pokrywy maski, tylną klapę, oraz reflektory biksenonowe wraz z czteropunktowym oświetleniem LED od jazdy dziennej (standardowo montowane w modelu bazowym i S). W wersji Turbo oświetlenie LED-owej standardowo wyposażone jest w system Porsche Dynamic Light System (PDLS). Końcówki układu wydechowego wbudowano w tylny zderzak. We wnętrzu pojazdu zmieniono m.in. wielofunkcyjną sportową kierownicę z łopatkami zmiany biegów. Benzynowy silnik V8 o pojemności 4.8 l zastąpiony został nowym, podwójnie doładowanym silnikiem V6 o pojemności 3.6 l. Nowa jednostka rozwija moc 420 KM i maksymalny moment obrotowy 550 Nm. Cayenne w tej odmianie rozpędza się do 100 km/h w 5,5 s (o 0,4 s szybciej niż w przypadku starego V8) i osiąga prędkość maksymalną 259 km/h. Wraz z modernizacją pojazdu wprowadzono na rynek wersję S E-Hybrid, która wyposażona jest w możliwość ładowania akumulatorów z gniazdka (plug-in). Pojazd został wyposażony w litowo-jonowy akumulator trakcyjny 10,9 kWh, który w trybie elektrycznym zapewnia zasięg od 18 do 36 km. W stosunku do poprzednika – odmiany S Hybrid; zwiększono moc silnika elektrycznego z 47 do 95 KM, który współpracuje z benzynowym silnikiem V6 o pojemności 3 l i mocy 333 KM. Łączna moc obu układów wynosi 416 KM.
W listopadzie 2014 roku Porsche zaprezentowało odświeżony model Cayenne GTS. Auto ma zapożyczony z modelu Cayenne Turbo pas przedni z dużymi wlotami powietrza, poszerzone nadkola i progi oraz 20-calowe felgi RS Spyder. Pod maską pracuje podwójnie doładowany silnik w układzie V6, pojemności 3.6 l i mocy 440 KM i 600 Nm. Samochód osiąga 100 km/h w 5,2 s i rozpędza się do prędkości maksymalnej 262 km/h.
W styczniu 2015 roku, na salonie w Detroit, Porsche zaprezentowało odświeżony topowy model – Cayenne Turbo S. Samochód napędzany jest zmodyfikowanym silnikiem V8 o pojemności 4,8 l. Jednostka rozwija 570 KM i aż 800 Nm (o 20 KM i 50 Nm więcej od poprzednika). Dzięki temu sprint do 100 km/h zajmuje autu 4,1 s. (o 0,4 s. szybciej niż do tej pory). Po raz pierwszy w historii modelu zastosowano ceramiczne tarcze hamulcowe współpracujące z 10-tłoczkowymi zaciskami (przy przedniej osi).

### Dane techniczne

#### Silniki
| Silnik           | Pojemność skokowa [cm³] | Moc maksymalna [KM] przy obr./min | Maks. moment obrotowy [Nm] przy obr./min | Przyspieszenie 0–100 km/h [s] | Prędkość maks. [km/h] | Średnie zużycie paliwa [l/100km] |
| ---------------- | ----------------------- | --------------------------------- | ---------------------------------------- | ----------------------------- | --------------------- | -------------------------------- |
| Cayenne          | 3598                    | 300/6300                          | 400/3000                                 | 7,5                           | 230                   | 11,2                             |
| Cayenne Diesel   | 2967                    | 245/3800-4400                     | 550/1750-2750                            | 7,6                           | 220                   | 7,2                              |
| Cayenne S        | 4806                    | 400/6500                          | 500/3500                                 | 5,9                           | 258                   | 10,5                             |
| Cayenne GTS      | 4806                    | 420/6500                          | 515/3500                                 | 5,6                           | 258                   | 10,5                             |
| Cayenne S Diesel | 4134                    | 385/3750                          | 850/2000-2750                            | 5,4(5,2)                      | 252                   | 8,0                              |
| Cayenne S Hybrid | 2995                    | 333 (380)/5500 (1000)             | 440 (580)/3000 – 5250                    | 6,5                           | 242                   | 8,2                              |
| Cayenne Turbo    | 4806                    | 500/6000                          | 700/2250-4500                            | 4,7                           | 278                   | 11,5                             |

### Wersje
- GTS
- Platinum Edition – edycja limitowana

## Trzecia generacja

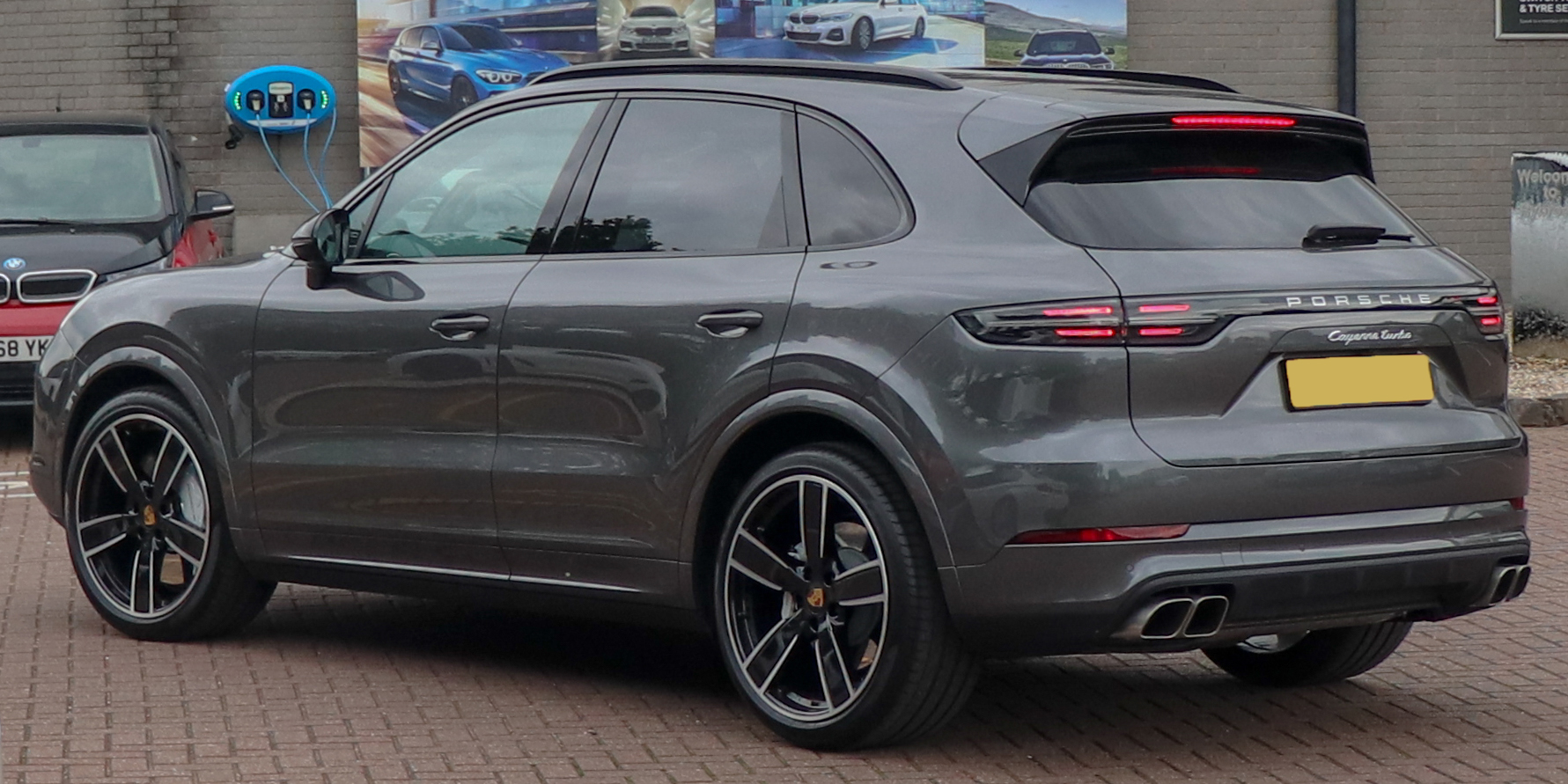
Porsche Cayenne III – tył

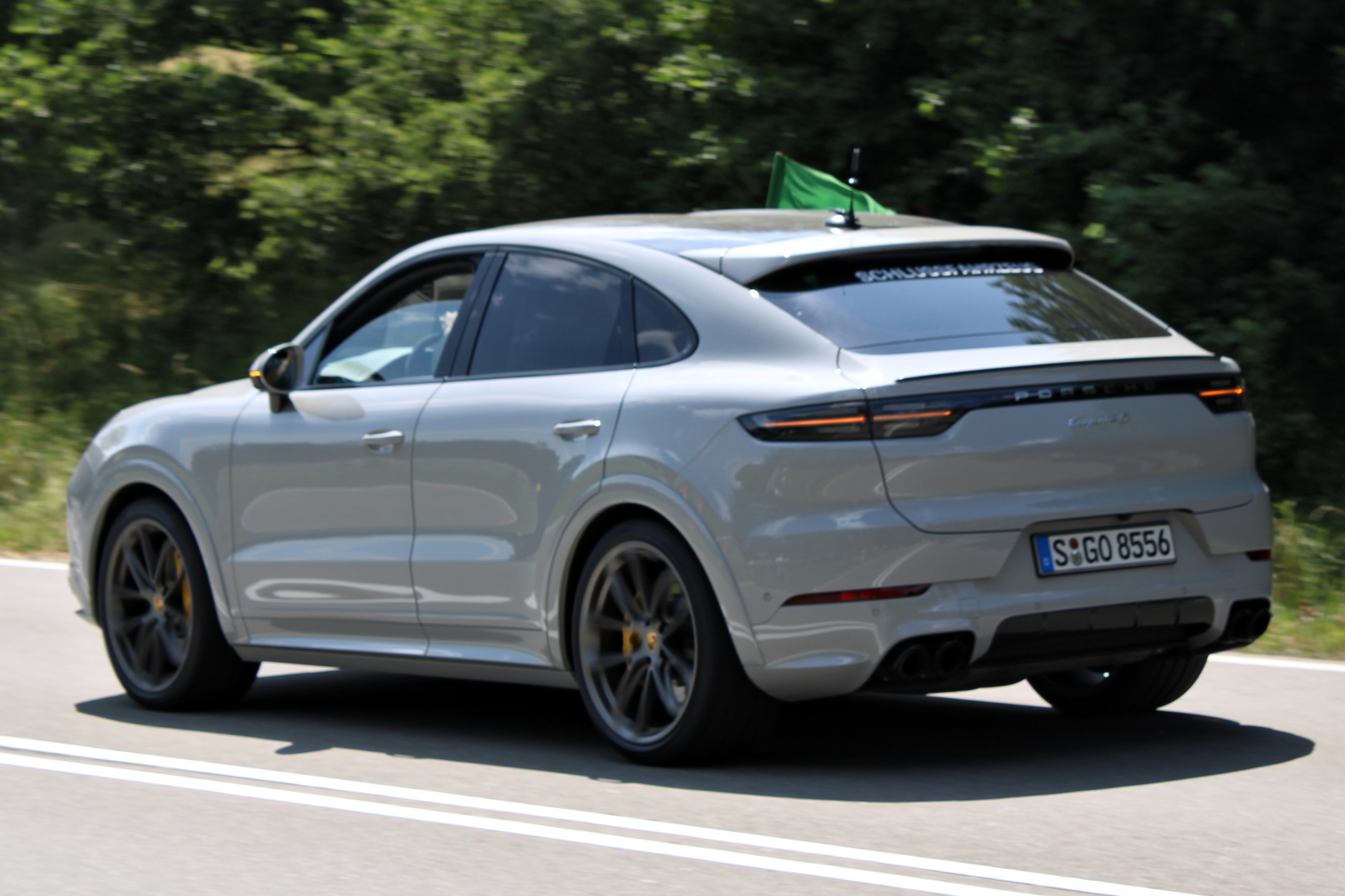
Porsche Cayenne Coupe

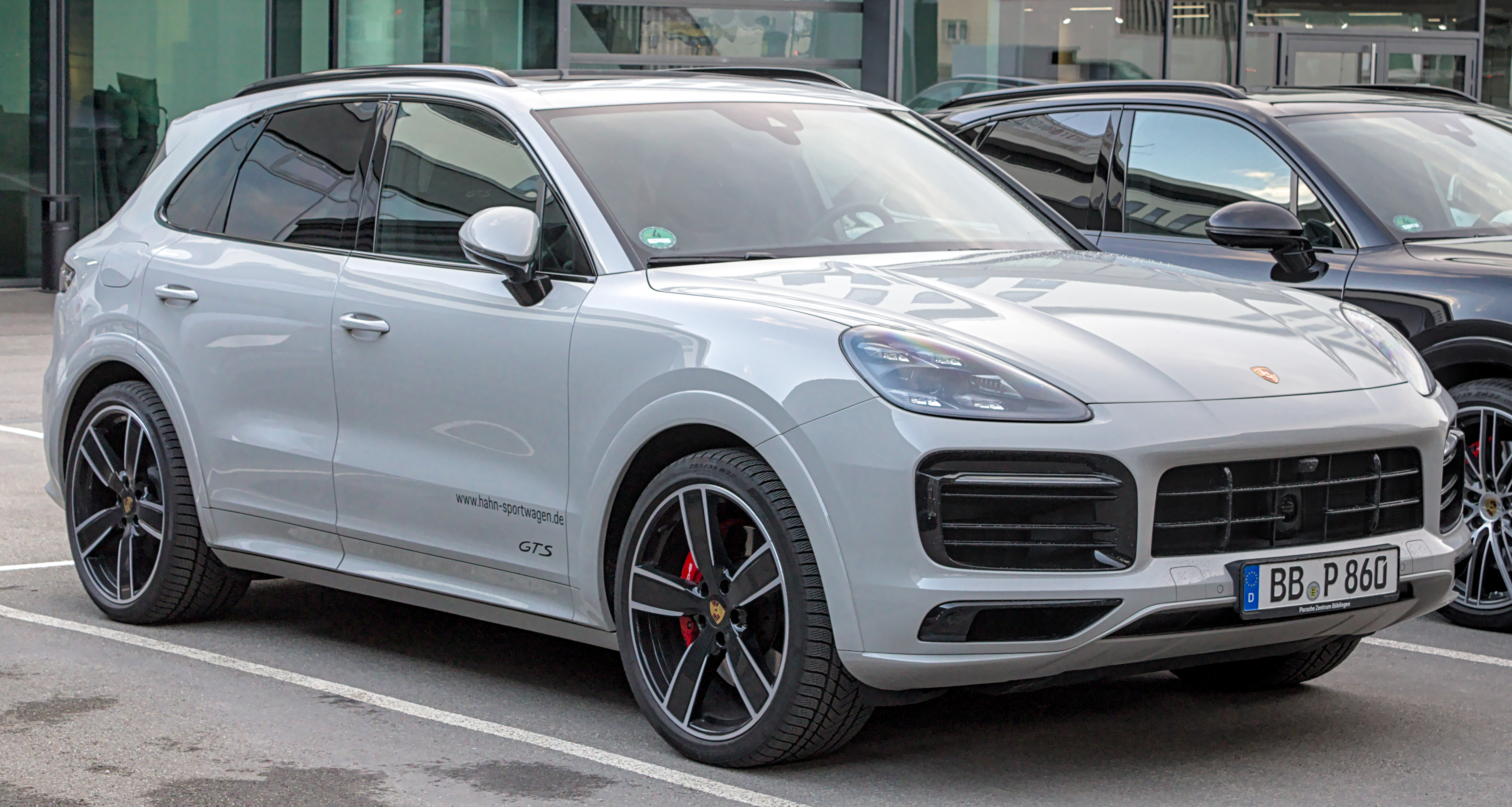
Porsche Cayenne III GTS

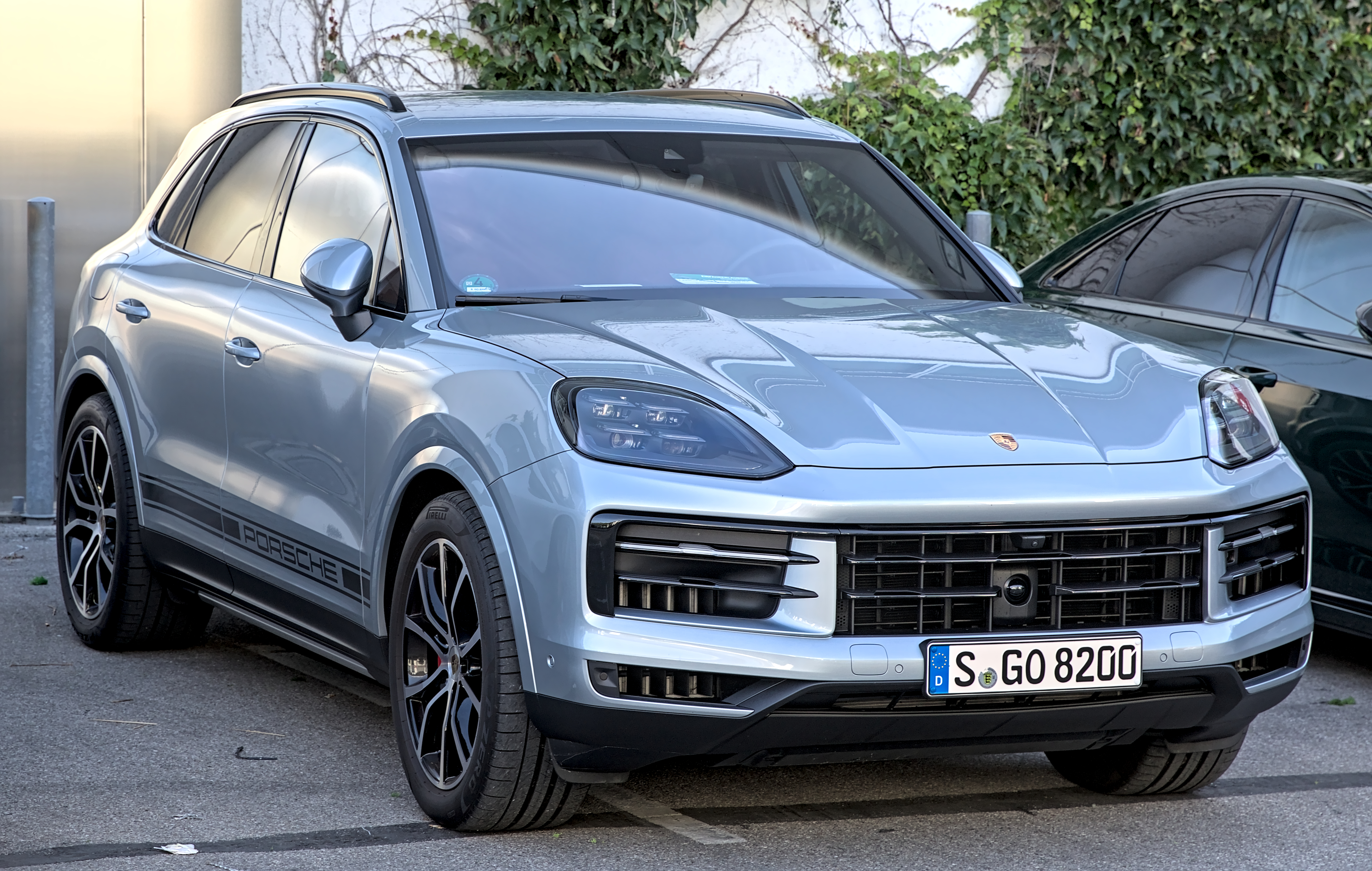
Porsche Cayenne III po liftingu

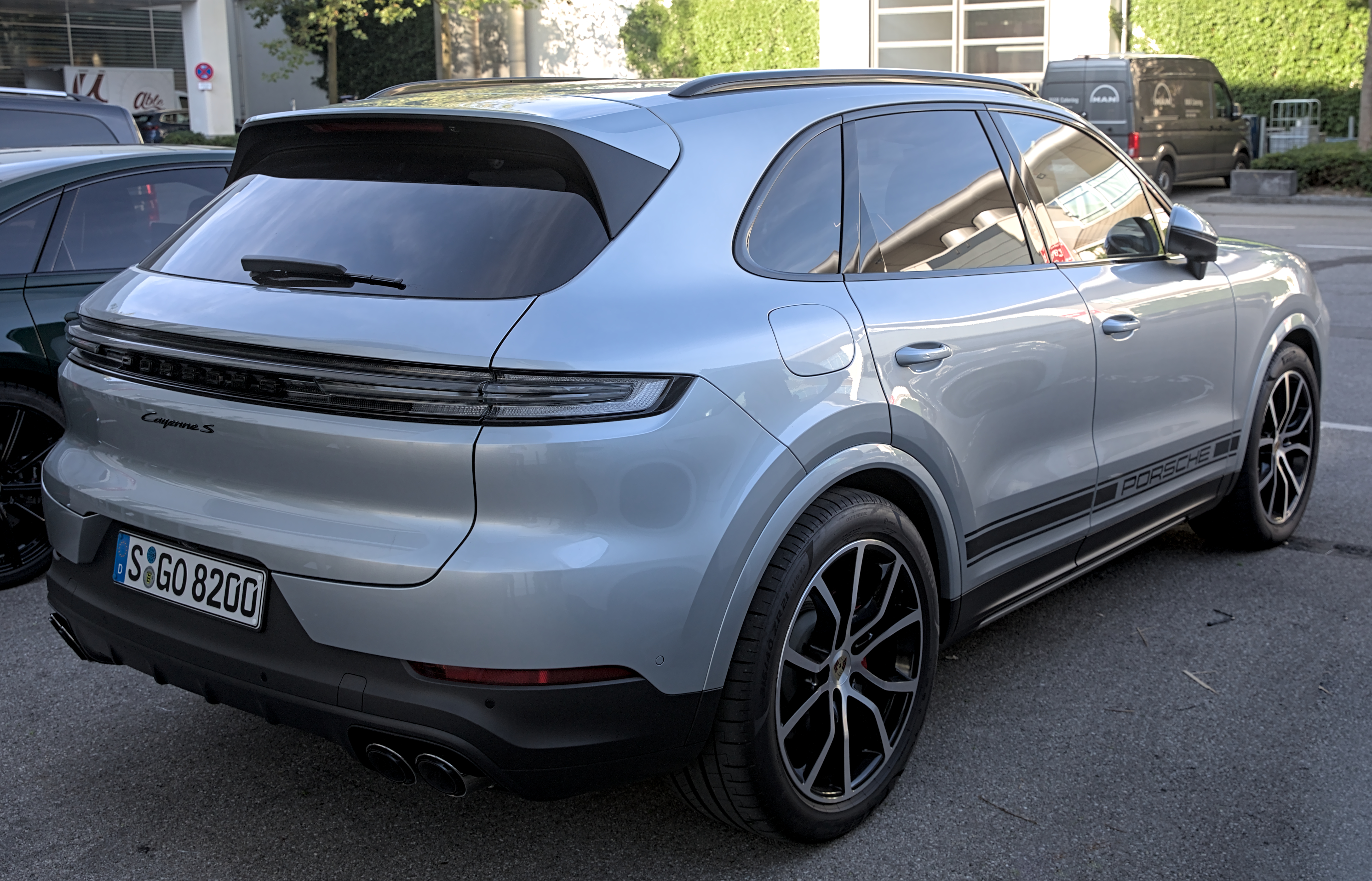
Porsche Cayenne III - tył po liftingu

Porsche Cayenne III zostało zaprezentowane po raz pierwszy w 2017 roku.
Trzecia generacja Cayenne została przedstawiona pod koniec sierpnia 2017 roku. Choć samochód, szczególnie z przodu, prezentuje się podobnie do poprzednika, to jest to całkowicie nowy model opracowany na nowej platformie koncernu Volkswagena. Samochód jest szerszy i dłuższy. Tylna część nadwozia skrywa większy bagażnik, a charakterystycznym elementem są tylne lampy połączone paskiem z nazwą marki w stylu innych nowych modeli Porsche.
Samochód wyróżnia się w środku dużym dotykowym ekranem, który pozwala sterować systemem multimedialno-rozrywkowym. Nowe Cayenne oferowane jest w wariancie benzynowym i hybrydowym. To najbardziej zaawansowane technicznie wcielenie sztandarowego SUV-a Porsche.
Światowa premiera Cayenne odbyła się we wrześniu 2017 roku na Salonie Samochodowym we Frankfurcie, a sprzedaż w Polsce ruszyła jesienią tego samego roku. 
Wiosną 2023 roku samochód gruntowny przeszedł lifting. Bardzo dużo zmienił się wnętrzu. Jednak na zewnątrz zmieniono jedynie światła i zderzaki. Samochód otrzymał także mocniejsze silniki.

### Cayenne Coupe
Po raz pierwszy oferta Cayenne składa się z dwóch wersji nadwoziowych. Podobnie do konkurencyjnego BMW i Mercedesa, Porsche zdecydowało się opracować na bazie Cayenne wersję z gwałtownie ściętym i niżej poprowadzonym dachem pod nazwą Cayenne Coupe. Oficjalna prezentacja samochodu miała miejsce w drugiej połowie marca 2019 roku, a sprzedaż ruszyła latem tego samego roku.

### Dane techniczne
|                                | Układ cylindrów | Pojemność | Moc *           | Maks. moment obr. ** | Moc silnika elektrycznego | Moment obr. silnika elektrycznego | Przyspieszenie 0–100 km/h | Prędkość maksymalna | Prędkość maksymalna w trybie elektrycznym |
| ------------------------------ | --------------- | --------- | --------------- | -------------------- | ------------------------- | --------------------------------- | ------------------------- | ------------------- | ----------------------------------------- |
| Cayenne                        | V6              | 2995 cm³  | 340 KM (250 kW) | 450 Nm               | –                         | –                                 | 6,2 s [5,9 s]             | 245 km/h            | –                                         |
| Cayenne E-Hybrid               | V6              | 2995 cm³  | 462 KM (340 kW) | 700 Nm               | 136 KM (100 kW)           | 400 Nm                            | [5,0 s]                   | 253 km/h            | 135 km/h                                  |
| Cayenne S                      | V6              | 2894 cm³  | 440 KM (324 kW) | 550 Nm               | –                         | –                                 | 5,2 s [4,9 s]             | 265 km/h            | –                                         |
| Cayenne GTS                    | V8              | 3996 cm³  | 460 KM (338 kW) | 620 Nm               | –                         | –                                 | 4,8 s [4,5 s]             | 270 km/h            | –                                         |
| Cayenne Turbo                  | V8              | 3996 cm³  | 550 KM (404 kW) | 770 Nm               | –                         | –                                 | 4,1 s [3,9 s]             | 286 km/h            | –                                         |
| Cayenne Turbo S E-Hybrid       | V8              | 3996 cm³  | 680 KM (500 kW) | 900 Nm               | 136 KM (100 kW)           | 400 Nm                            | [3,8 s]                   | 295 km/h            | 135 km/h                                  |
| Cayenne Turbo GT (tylko Coupe) | V8              | 3996 cm³  | 640 KM (471 kW) | 850 Nm               | –                         | –                                 | [3,3 s]                   | 300 km/h            | –                                         |

[] – z pakietem Sport Chrono
* dla wersji hybrydowych podana moc jest mocą systemową (silnik spalinowy + silnik elektryczny)
** dla wersji hybrydowych podany moment obrotowy jest systemowym momentem obrotowym